# 글라디아투스
글라디아투스(Gladiatus)는 게임포지 AG에서 제작한 웹게임이다.